# Cañadón Perdido
Cañadón Perdido är ett periodiskt vattendrag i Argentina.   Det ligger i provinsen Chubut, i den södra delen av landet, 1 500 km sydväst om huvudstaden Buenos Aires.
Omgivningarna runt Cañadón Perdido är i huvudsak ett öppet busklandskap. Runt Cañadón Perdido är det glesbefolkat, med 10 invånare per kvadratkilometer.